# 馬林 (明朝)
馬林（？—1619年），河北蔚州人，明朝名將馬芳次子。
“雅好文學，能詩，工書，交遊多名士，時譽籍甚”，以父蔭累官大同參將，後來在萬歷二十年，順義王撦力克縶獻史、車二部長，林以制敵功，又進副總兵，萬曆二十七年擢署都督僉事，為遼東總兵官，曾經上書陳邊務十策，文中多觸文吏積弊，於是最終不能實行。後礦稅使高淮橫恣，林力與抗，被淮劾奪職，給事中侯先春論救，結果又被戍煙瘴，久之，方遇赦免。
薩爾滸之戰中，馬林被起用為北路主帥，率北路開原軍出三岔口，三月初一抵尚間崖（在薩爾滸東北），得知杜松軍兵敗，不敢前進，將軍隊分駐三處就地駐紮，挖掘三層塹壕，將火器部隊列於壕外，騎兵殿後，又命部将潘宗顏、龔念遂分屯大营数里之外，以成犄角之势，構成一個品字形。大貝勒代善率八旗主力转锋北上，直攻尚間崖，努尔哈赤亲率三千精锐朝龚营最薄弱的一隅猛冲，三月初三，龚念遂营阵被破，龔念遂、李希泌戰死，至午，努爾哈赤直奔尚間崖，命“先據山巔，向下沖擊”，馬林一時驚恐，立即命令壕内的精锐步兵出壕援助，努爾哈赤見馬林營內與壕外兵匯合，又命“停止攻取山上，下馬徒步應戰”，大貝勒代善、二貝勒阿敏、三貝勒莽古爾泰各率軍前後夾擊，大败马林军，夺尚间崖，當時明軍急發鳥槍、放巨砲，“火未及用，刃已加頸”。接着率兵一面強攻、三面包围飞芬山，潘宗颜“奋呼冲击，胆气弥厉。”後金攻勢猛烈，明軍寡不敌众，宗颜战死，其死时“骨糜肢烂，惨不忍睹”至此北路明军被歼。馬林二子馬燃、馬熠，皆戰死，“死者彌山谷，血流尚間崖下，水為之赤。”馬林忽聞“敌至，林甚恐，遂提部下兵，避其锋以去”，僅以數騎逃回開原。原本前來支援明軍的叶赫贝勒金台吉、布揚古则“闻明军败，大惊而遁”。後來馬林鎮守開原，戰死城中。

## 評價
《明史馬林傳》:「林雖更歷邊鎮，然未經強敵，無大將才。當事以虛名用之，故敗。」「馬芳三代為將，父子兄弟先後殉國，偉矣哉！」